# Seymour (nome)
Seymour  è un nome proprio di persona inglese maschile.

## Origine e diffusione
Riprende il cognome dei Seymour, una nobile famiglia baronale di origine normanna che diede i natali, fra gli altri, a Jane Seymour; esso faceva riferimento al loro luogo di origine, una cittadina della Normandia chiamata St Maur, "San Mauro" (probabilmente l'odierna Saint-Maur, nell'Oise, o forse Saint-Maur-des-Bois, nel distretto della Manica). In parte, il nome può essere tratto anche da un altro cognome inglese omonimo, tratto dal toponimo di Seamer (Scarborough, Yorkshire), che è composto dai termini inglesi antichi sœ ("mare") e mere ("lago").

## Onomastico
Il nome è adespota, cioè non è portato da alcun santo, quindi l'onomastico ricade il 1º novembre in occasione di Ognissanti; data la sua origine, si può eventualmente festeggiare anche lo stesso giorno del nome Mauro.

## Persone

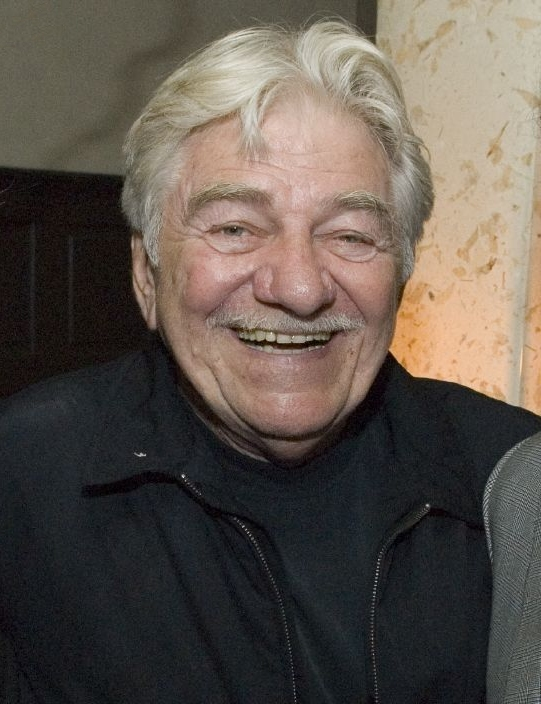
Seymour Cassel

- Seymour Cassel, attore statunitense
- Seymour Chwast, designer statunitense
- Seymour Cray, ingegnere elettronico statunitense
- Seymour Fogel, pittore e scultore statunitense
- Seymour Geisser, statistico statunitense
- Seymour Hersh, giornalista statunitense
- Seymour Hicks, attore e produttore cinematografico britannico
- Philip Seymour Hoffman, attore e regista statunitense
- Seymour Martin Lipset, sociologo statunitense
- Seymour Papert, matematico, informatico e pedagogista sudafricano naturalizzato statunitense
- Seymour Stein, produttore discografico statunitense

## Il nome nelle arti
- Seymour Baumgartner è il protagonista del romanzo di Paul Auster Baumgartner.
- Seymour Birkoff è un personaggio della serie televisiva Nikita.
- Seymour Guado è un personaggio del videogioco Final Fantasy X.
- Seymour Skinner è un personaggio della serie animata I Simpson.